# 昭和記念筑波研究資料館
昭和記念筑波研究資料館（しょうわきねんつくばけんきゅうしりょうかん）は、独立行政法人国立科学博物館が運営する施設。生物学御研究所から国立科学博物館へ標本資料が寄贈されたことに伴い、これらの資料を保管するために筑波実験植物園の敷地内に1993年（平成5年）6月に設置された。収蔵品は昭和天皇が研究していた動植物のうち鳥類を除いた60,000点超の標本であり、新種記載のタイプ標本となったものも多く含む。採取場所は相模湾や那須、皇居などである。2014年（平成26年）、ベルギー王立自然史博物館が1936年（昭和11年）に昭和天皇から借用していたヒドロ虫類の標本が返還され、本資料館に収蔵された。
資料を保管するのみならず、分類学的な研究を行ったり、相模湾での継続調査を行ったりしている。（専任の研究員はいないが、3人の兼任研究員がいる。）研究者向けにコレクションの公開を行っているが、一般公開はしていない。例えば、2010年（平成22年）3月に筑波大学にて開かれた日本藻類学会第34回大会のエクスカーションで、会員が筑波実験植物園や本資料館の見学を行った。
なお、運営面において東京都立川市にある昭和天皇記念館とは全く関係がない。